# Malvina Reynolds
Malvina Reynolds, född Milder 23 augusti 1900 i San Francisco, död 17 mars 1978, var en amerikansk folksångare och politisk aktivist. Hon är främst känd för sitt låtskrivande, i synnerhet låten "Little Boxes", som även spelats in av Pete Seeger.